# Voltes i passadissos de Perves
Les Voltes i passadissos de Perves és un conjunt del poble de Perves al municipi de Pont de Suert (Alta Ribagorça) inclòs a l'Inventari del Patrimoni Arquitectònic de Catalunya.

## Descripció
Conjunt de voltes i arcs de pas del centre històric del poble tancat al voltant del desaparegut castell i de l'església.
Formen arcs de descàrrega amb tosques dovelles de pedra, d'origen medieval.
A la casa Boneta tots els arcs i portalades són de tosca.